# Kimberley, Sydafrika

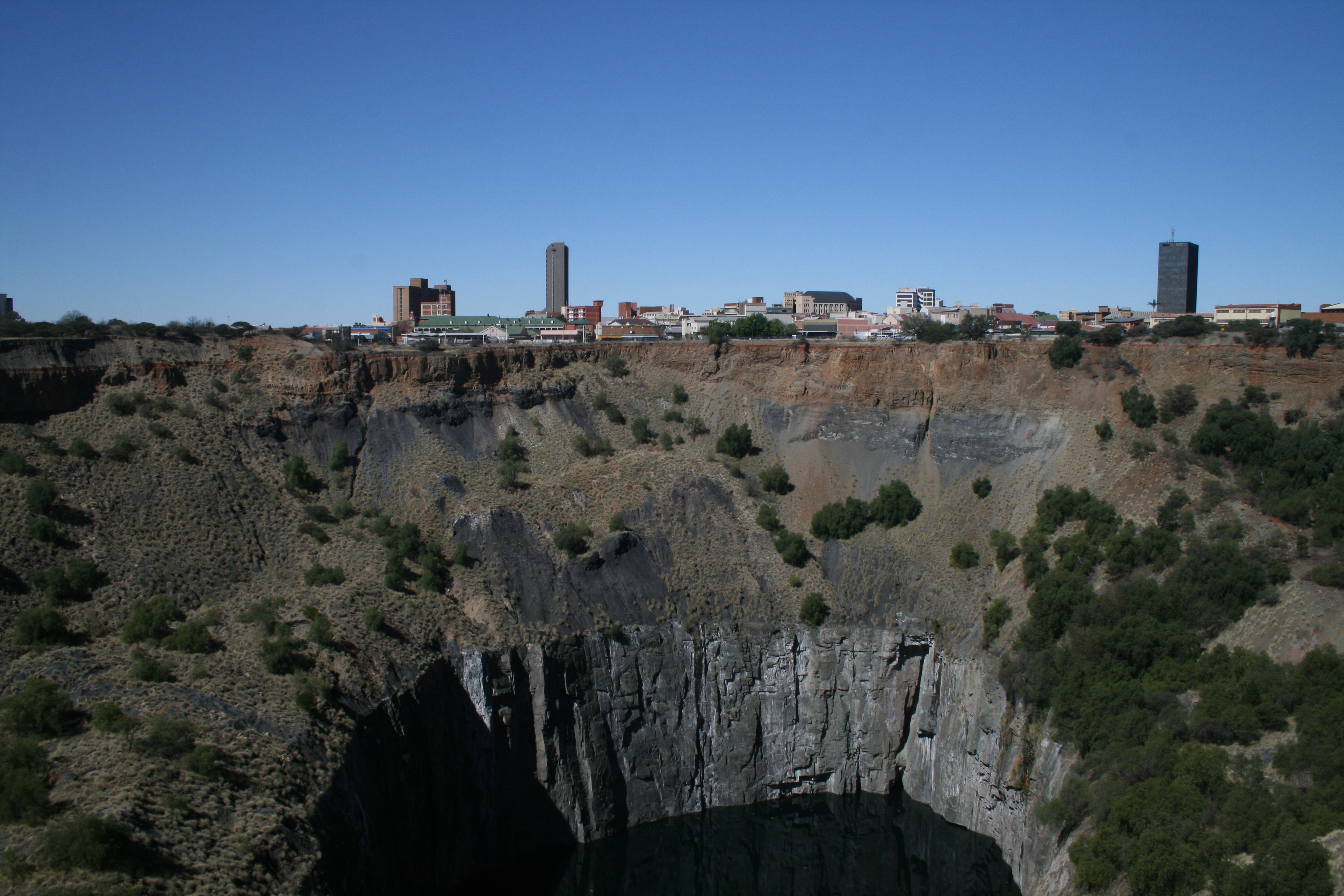
Kimberleys centrum och gruvan "Big Hole".

Kimberley är en stad i Sydafrika, och är den administrativa huvudorten för Norra Kapprovinsen. Den ligger söder om floden Vaal och 45 mil sydväst om Johannesburg. Staden har en flygplats, samt en anglikansk och en katolsk katedral. Kimberley består egentligen av de tre sammanvuxna orterna Kimberley, Galeshewe och Roodepan, och hade totalt 225 160 invånare vid folkräkningen 2011.

## Historia
Kimberley grundades av boer som Colesberg Kopje 1866. År 1871 hittades två stora diamanter i området, vilket ledde till att området blev attraktivt för gruvindustri med stor inflyttning som följd. Redan 1876 hade 20 000 diamantgrävare och en mängd infödda arbetare samt 4 000 diamanthandlande infunnit sig. Britterna annekterade hastigt området och införlivade det i den brittiska kolonin Västra Griqualand. Boerna var inte tillfreds med detta då de menade att området borde höra till Oranjefristaten då det låg mellan floderna Oranje och Vaal. År 1880 blev området del av Kapkolonin. Sitt nuvarande namn har staden fått efter den dåvarande engelska kolonialministern, lord Kimberley. Staden har kallats "världens diamanthuvudstad", och har än i dag en betydande diamantproduktion och -förädling.